# Parcul Natural Putna - Vrancea
Parcul Natural Putna-Vrancea este o arie protejată de interes național, ce corespunde categoriei a V-a IUCN (parc natural), situată în sud-vestul Moldovei, pe teritoriul județului Vrancea.

## Localizare
Aria naturală se află în extremitatea vestică a județului Vrancea (la limita de graniță cu județul Covasna), pe teritoriile administrative ale comunelor Nistorești, Păulești, Soveja și Tulnici și este străbătută de drumul național DN2L, care leagă localitatea Panciu de Lepșa.  

## Descriere
Parcul Natural Putna - Vrancea a fost declarat arie protejată prin Hotărârea de Guvern nr. 2151 din 30 noiembrie 2004, publicată în Monitorul Oficial al României, nr. 38 din 12 ianuarie 2005 (privind instituirea regimului de arie naturală protejată pentru noi zone) și se întinde pe  o suprafață de 30.204 ha. Acesta acoperă bazinul hidrologic al râului Putna și masivele Mordanu și Goru și reprezintă o zonă complexă de protecție și conservare a faunei (urs, lup, râs) și a florei (arborele de tisa, jneapănul, floarea-reginei, bulbucul de munte, papucul doamnei) întâlnite pe aria rezervației. 
Parcul natural se suprapune sitului de importanță comunitară - Putna - Vrancea și include rezervațiile naturale: Cascada Putnei, Groapa cu Pini, Muntele Goru, Pădurea Lepșa - Zboina, Strâmtura - Coza și Valea Tișiței.

## Biodiversitate
Parcul prezintă o arie naturală încadrată în bioregiunea alpină aflată în sectorul central nord-vestic al Munților Vrancei (subunitate geomorfologică a Carpaților de Curbură, aparținând de lanțul muntos al Carpaților Orientali), ce adăpostește, protejează și conservă o gamă floristică și faunistică diversă, exprimată atât la nivel de specii cât și la nivel de ecosisteme terestre.

### Habitate
Parcul dispune de 15 tipuri de habitate naturale; astfel: Păduri de fag de tip Luzulo-Fagetum, Păduri de fag de tip Asperulo-Fagetum, Păduri acidofile de Picea abies din regiunea montană (Vaccinio-Piceetea), Păduri din Tilio-Acerion pe versanți abrupți, grohotișuri și ravene, Tufărișuri cu Pinus mugo și Rhododendron myrtifolium, Tufărișuri uscate europene, Tufărișuri alpine și boreale, Pajiști boreale și alpine pe substrat silicios, Pajiști montane de Nardus bogate în specii pe substraturi silicioase, Comunități de lizieră cu ierburi înalte higrofile de la câmpie și din etajul montan până în cel alpin, Fânețe montane, Grohotișuri silicioase din etajul montan până în cel alpin (Androsacetalia alpinae și Galeopsietalia ladani),  Vegetație herbacee de pe malurile râurilor montane, Vegetație lemnoasă cu Salix elaeagnos de-a lungul râurilor montane și Vegetație lemnoasă cu Myricaria germanica de-a lungul râurilor montane. 

### Faună
Fauna parcului este una diversă și reprezentată de mai multe specii de mamifere, pești, amfibieni și reptile, unele protejate prin lege și aflate pe lista roșie a IUCN, sau enumerate în anexa I-a a Directivei Consiliului European 92/43/CE din 21 mai 1992 (privind conservarea habitatelor naturale și a speciilor de faună și floră sălbatică).

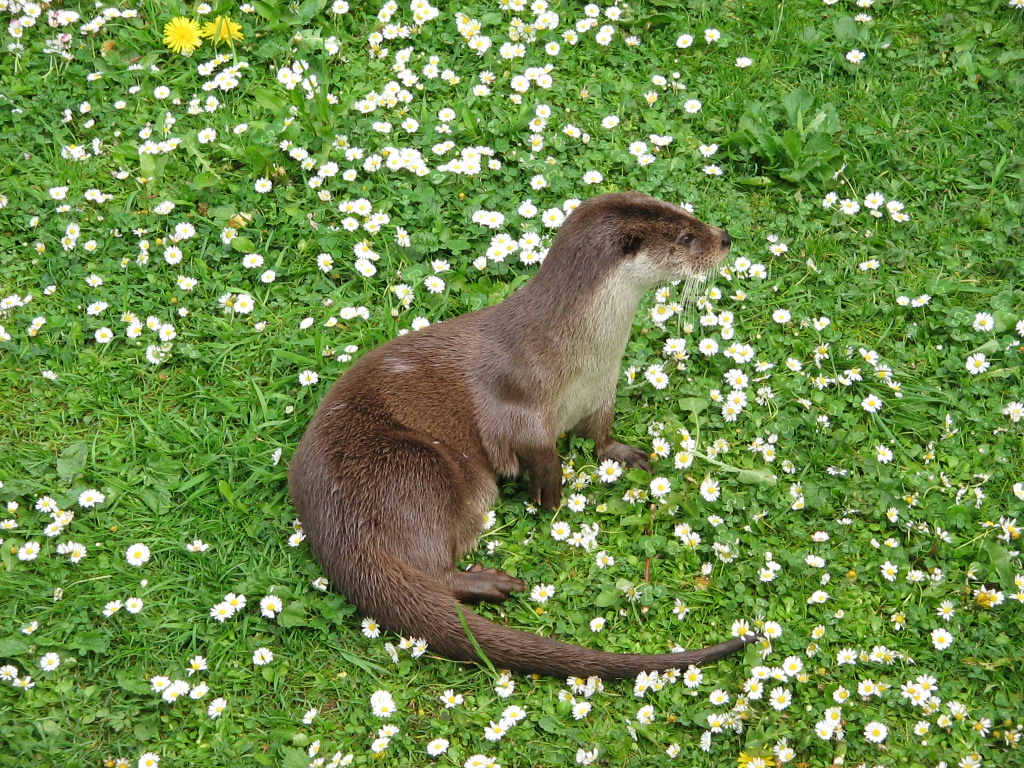
Vidră de râu (Lutra lutra)

Mamifere: urs brun (Ursus arctos), lup cenușiu (Canis lupus), mistreț (Sus scrofa), căprioară (Capreolus capreolus), râs eurasiatic (Lynx lynx), vulpe (Vulpes vulpes crucigera), vidră de râu (Lutra lutra), liliacul comun (Myotis myotis); 
Reptile și amfibieni: șopârlă de câmp (Lacerta agilis), viperă (Vipera berus), ivorașul-cu-burta-galbenă (Bombina variegata), tritonul cu creastă (Triturus cristatus), salamandra carpatică (Triturus montandoni); 
Pești din speciile: zglăvoacă (Cottus gobio) și porcușorul de vad (Gobio uranoscopus); 
Nevertebrate: croitorul alpin (Rosalia alpina),  cosașul transilvan (Pholidoptera transsylvanica) și două specii de melci (Vertigo angustior și Vertigo genesii).

### Floră
La nivelul ierburilor au fost semnalată prezența a trei specii floristice rare (enumerate în aceeași anexă a Directivei Europene 92/43/CE): clopoțelul de munte (Campanula serrata), iarba-gâtului (Tozzia carpathica) și papucul doamnei (Cypripedium calceolus). În arealul parcului vegetează și două specii de papură: Typha minima (papura pitică) și Typha shuttleworthii.

## Căi de acces
- Drumul național DN2D pe ruta: Focșsani - Târgu Secuiesc

## Monumente și atracții turistice
În vecinătatea parcului și în arealul acestuia se află numeroase obiective de interes istoric, cultural și turistic; astfel:

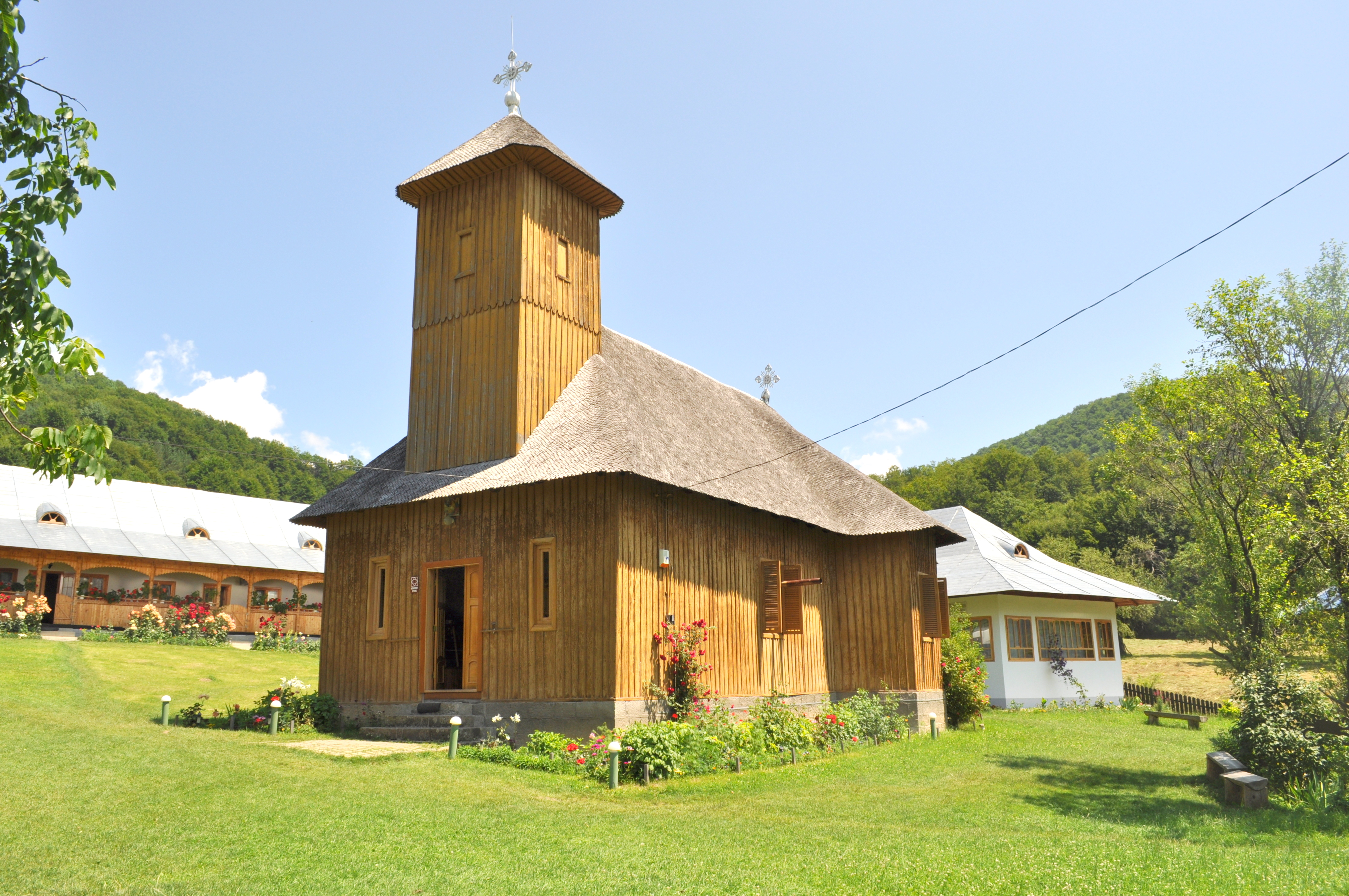
Biserica de lemn din Mănăstirea Lepșa

- Biserica de lemn "Adormirea Maicii Domnului" din Lepșa, construcție 1930-1936, monument istoric.
- Biserica de lemn "Sf. Nicolae" din Nistorești, construcție secolul al XVIII-lea, monument istoric.
- Biserica de lemn "Sf. Nicolae" din Păulești, construcție secolul al XVIII-lea, monument istoric.
- Biserica "Adormirea Maicii Domnului" din Valea Neagră, construcție 1755, monument istoric.
- Biserica de lemn " Sf. Voievozi" din Vetrești-Herăstrău, construcție secolul al XVIII-lea, monument istoric.
- Ariile protejate: Oituz - Ojdula (sit de importanță comunitară), Lacul Negru - Cheile Nărujei I, Pădurea Verdele - Cheile Nărujei II, Cascada Mișina, Râpa Roșie - Dealul Morii.